# Будиње на Охри
Будиње на Охри (чеш. Budyně nad Ohří) град је у Чешкој Републици. Град се налази у управној јединици Устечки крај, у оквиру којег припада округу Литомјержице.

## Становништво
Према подацима о броју становника из 2014. године град је имао 2.155 становника.

## Партнерски градови
- Хонштајн